# Exoprosopa basifascia
Exoprosopa basifascia är en tvåvingeart som först beskrevs av Walker 1849.  Exoprosopa basifascia ingår i släktet Exoprosopa och familjen svävflugor. Inga underarter finns listade i Catalogue of Life.